# 樂透作假
樂透作假（Lottery fraud）是彩票交易中發生的的詐欺行為。犯罪者試圖通過欺詐手段贏取獎金。包括使用偽造或變造的彩票來領取獎金，或使用偽造的偷竊彩票來通過虛假陳述來領取獎金。亦包含無資格（如該賽事的參賽者購買該賽事的運動彩券）參與者購買彩券等行為。
一种另类的彩票诈骗形式，通常被称为“彩票骗局”，是通过电子邮件、信函或电话告知个人他们中了彩票奖品。骗局会指示受害者支付一笔费用，以便处理这个根本不存在的奖金。这种类型属于“预付费诈骗”的一种，也是常见的“电子邮件诈骗”之一。

## 著名案例

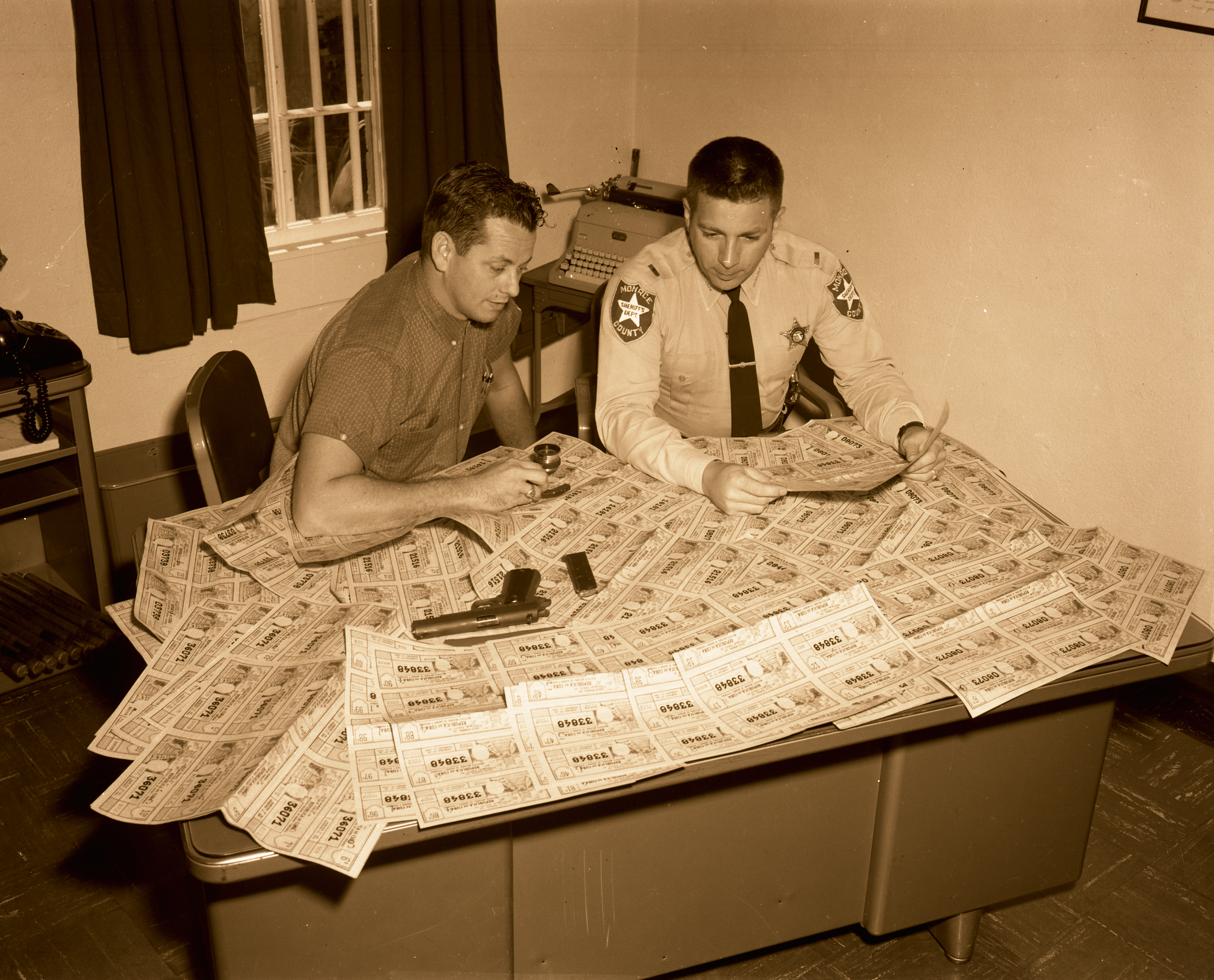
警察在检查假古巴彩票（约1960年）

全球范围内出现了许多著名的彩票诈骗案例。1913年至1914年期间，曾发生过一起假彩票丑闻，涉及到来自古巴的假票在波多黎各、南佛罗里达和西印度群岛被出售。 这起诈骗是由古巴彩票官员所实施的。 在20世纪60年代，哥伦比亚的毒品贩子巴勃罗·埃斯科瓦尔早期的小犯罪活动包括销售假彩票。 1999年，意大利发生了一起篡改开奖的案件，国家超级乐透的号码球被涂上清漆或加热处理。被蒙着眼睛的孩子们在抽取中奖号码时，会秘密被指示通过触摸处理过的号码球来选取预先设定的号码。

## 流行文化中
彩票诈骗在电影和电视剧中有所呈现。2000年的电影《幸运数字》描绘了一位电视气象主播Russ Richards（约翰·特拉沃尔塔饰演），他通过操纵宾夕法尼亚州彩票展开了一段故事，受到了1980年宾夕法尼亚州彩票丑闻的启发。 2001年的电影《阶级战争》中，两名高中生计划谋杀一名同学，以获取他中奖彩票的所有权。 雷德利·斯科特执导的2003年电影《火柴人》中，骗子罗伊·沃勒（尼古拉斯·凯奇饰演）教导他的女儿如何欺骗一个女人，使她相信自己中了彩票，而她会与他们分享预期中的奖金。 2011年，BBC的纪录片系列《真实的骗局》的一集中，一群骗子假扮成中了彩票的团队，说服一名普通市民代领奖金，并承诺与他分享奖金池。